# Moria (Tolkien)
 For alternative betydninger, se Moria. (Se også artikler, som begynder med Moria)
Moria er i J.R.R. Tolkiens fiktive verden Midgård navnet på den underjordisk by, mine, og tunnelnetværk som går gennem Tågebjergene. Den er blevet skabt igennem flere tusinde år af dværgene. Moria hed egentlig Khazad-dûm, men fik navnet Moria efter dværgene blev tvunget til at forlade byen.
| Fiktion | Spire Denne artikel om en historie eller noget fiktivt er en spire som bør udbygges. Du er velkommen til at hjælpe Wikipedia ved at udvide den. |